# Panellenio Protathlema 1957-1958
La Panellenio Protathlema 1957-1958 è stata la 22ª edizione del campionato greco di calcio, la prima a mettere in palio un posto per la partecipazione alla Coppa dei Campioni, e si concluse con la vittoria dell'Olympiacos Pireo al suo quattordicesimo titolo.
Capocannoniere del torneo fu Kostas Jeorgopoulos (Panionios) con 15 reti.

## Formula
Le squadre partecipanti disputarono una prima fase a carattere regionale.
Furono ammesse alla finale nazionale dodici club che disputarono un girone di andata e ritorno per un totale di 22 partite.
Alla vincente venivano assegnati 3 punti, due al pareggio e uno in caso di sconfitta.
L'Ethnikos Pireo fu penalizzato di due punti.

## Squadre partecipanti
| Squadra            | Città      | Stadio |
| ------------------ | ---------- | ------ |
| AEK Atene          | Atene      |        |
| Apollōn Kalamarias | Kalamaria  |        |
| Apollōn Smyrnīs    | Atene      |        |
| Doxa Dramas        | Drama      |        |
| Ethnikos Pireo     | Il Pireo   |        |
| Īraklīs            | Salonicco  |        |
| OFI Creta          | Candia     |        |
| Olympiacos         | Il Pireo   |        |
| Panathīnaïkos      | Atene      |        |
| Paniōnios          | Nea Smyrnī |        |
| PAOK               | Salonicco  |        |
| Proodeftikī        | Korydallos |        |

## Classifica girone finale
|                   | Pos. | Squadra            | Pt | G  | V  | N  | P  | GF | GS | DR  |
| ----------------- | ---- | ------------------ | -- | -- | -- | -- | -- | -- | -- | --- |
| Grecia (bandiera) | 1.   | Olympiacos         | 56 | 22 | 14 | 5  | 3  | 40 | 14 | +26 |
|                   | 2.   | AEK Atene          | 53 | 22 | 11 | 9  | 2  | 39 | 19 | +20 |
|                   | 3.   | Panathīnaïkos      | 53 | 22 | 12 | 7  | 3  | 35 | 19 | +16 |
|                   | 4.   | Apollōn Kalamarias | 46 | 22 | 11 | 2  | 9  | 33 | 27 | +6  |
|                   | 5.   | Paniōnios          | 46 | 22 | 9  | 5  | 8  | 35 | 32 | +3  |
|                   | 6.   | Proodeftikī        | 45 | 22 | 10 | 3  | 9  | 32 | 33 | -1  |
|                   | 7.   | Doxa Dramas        | 42 | 22 | 7  | 6  | 9  | 30 | 32 | -2  |
|                   | 8.   | PAOK               | 42 | 22 | 5  | 10 | 7  | 32 | 38 | -6  |
|                   | 9.   | Īraklīs            | 40 | 22 | 6  | 6  | 10 | 16 | 27 | -11 |
|                   | 10.  | Ethnikos Pireo     | 39 | 22 | 6  | 7  | 9  | 31 | 31 | 0   |
|                   | 11.  | Apollōn Smyrnīs    | 39 | 22 | 7  | 4  | 11 | 30 | 38 | -8  |
|                   | 12.  | OFI Creta          | 28 | 22 | 1  | 4  | 17 | 20 | 63 | -43 |

Legenda:

      Campione di Grecia
Note:

Tre punti a vittoria, due a pareggio, uno a sconfitta.
Ethnikos Pireo 2 punti di penalizzazione.

### Verdetti
- Olympiacos Pireo campione di Grecia

## Marcatori
| Gol |  |  | Giocatore                  | Squadra       |
| --- |  |  | -------------------------- | ------------- |
| 15  |  |  | Kostas Jeorgopoulos        | Paniōnios     |
| 11  |  |  | Dimitris Loris-Theophanous | Panathīnaïkos |
| 11  |  |  | Kōstas Nestoridīs          | AEK Atene     |